# Rat
 Ovo je glavno značenje pojma Rat. Za druga značenja pogledajte Rat (razdvojba).
Rat je organizirani sukob naoružanih ljudi, kao produženje politike država, nacija, klasa sredstvima oružanog nasilja u cilju ostvarivanja određene političke, gospodarske i druge dobiti. Rat je društvena pojava uvjetovana i povezana s pojavom i razvitkom klasnog društva čiji su osnovni zakoni ujedno i opći zakoni razvitka rata. Osnovni sadržaj rata čini oružana borba, ali se rat ne svodi samo na nju, on je širi, složeniji jer uključuje i druge oblike borbe (političke, gospodarske itd.) koje imaju veliko značenje za pripremu i vođenje rata.
Rat nije ništa drugo do politika produžena drugim sredstvima – Karl von Clausewitz

## Podrijetlo, bit i značajka rata
Povijesno gledano, rat se javlja tijekom razvoja privatnog vlasništva nad proizvodnim sredstvima, podjele društva na klase i pojave države kao organa i oruđa vladajuće klase.

### Prvobitna zajednica
U prvobitnoj zajednici nije bilo ratova, Sukobi između rodova i plemena imaju neka obilježja rata, ali im je bit sasvim različita. U tim sukobima nije bilo izdvojene organizacije za vođenje rata, svaki član roda ili plemena je bio ratnik. Ti sukobi su bili zasnovani više na ovisnosti ljudi od prirode, iz potrebe za područjima u kojim se nalazi hrana ili zbog krvne osvete a ne na prisvajanju tuđeg vlasništva ili za pribavljanje radne snage. U tim sukobima nije bilo zarobljenika i iskorištavanja pobjeđenih. 
S razvitkom prvih oblika državnih organizacija javlja se i vojska, kao posebna izdvojena organizacija unutar države zadužena za vođenje rata s vanjskim neprijateljom ili ovladavanjem otpora unutar države.

### Robovlasničko društvo
U robovlasničkom društvu gospodarstvo se zasniva na iskorištavanju roba, koji je njeno osnovno oruđe, i ne može se razvijati bez stalnog priljeva novih robova. Zbog toga, robovlasnička država ih nabavlja prvenstveno ratom: pokoravanjem okolnih plemena koja još nemaju državnu organizaciju, ratovima s drugim robovlasničkim državama, kojim se u slučaju pobjede pribavljaju ne samo robovi već i drugi ratni plijen i proširuje teritorij (Egipat, Rimski imperij, pohodi Aleksandra Velikog). Ti ratovi su često uzrokovali ustanke i pobune robova(prvi, drugi i treći robovski rat). Pripadnici vladajuće klase međusobno se bore oko vlasti i moći, brže bogaćenje i uzrokuju građanske ratove. U vrijeme stvaranja robovlasničkih država, najveći dio čovječanstva još se uvijek nalazio na niskom stupnju razvitka, pa su i vojske bile male a oružje jednostavno.

### Feudalno društvo
U feudalizmu države vode ratove radi porobljavanja i pljačke, teritorijalnog proširenja, stjecanja novih posjeda i iskorištavanja kmetova. Među najveće ratove ovog karaktera spadaju ratovi franačke države pod Karlom Velikim, turska osvajanja itd. Ciljevi tih ratova su imali i dinastičko obilježje kao npr. Stogodišnji rat. 
Međusobnih ratova feudalaca ili grupa feudalaca oko prevlasti i proširivanja teritorija na račun suparnika bilo je mnogo u razdoblju ranog feudalizma kad je rascjepkanost bila najveća (Italija, Francuska, Rusija). Takvi ratovi, samo krupnih razmjera su obilježje i kasnijeg razdoblja, poznatog kao kasni feudalizam (Ratovi dviju ruža). 
Razdoblje feudalizma su potresali i seljački ratovi. Feudalno iskorištavanje učinilo je položaj kmeta vrlo teškim i tjeralo ga na borbu, i to pogotovu onda kad se pojavljuju i robno-novčani odnosi, pa se kmetu i nametnu teške novčane obveze.( Jacquerie u Francuskoj 1358. godine, husitski ratovi u Češkoj 1419. – 1436. godine, veliki seljački rat u Njemačkoj pod vodstvom Thomasa Müntzera, Dožina (György Dozsa) u Mađarskoj 1514. godine, buna Ivana Bolotnjikova 1606. – 1607. godine, Hvarska buna 1510. – 1514. godine, slovenske seljačke bune u 15. i 16. stoljeću, Velika seljačka buna u Hrvatskoj 1573. godine.
Razvitak gospodarstva i povećanja bogatstva dovodi i do pojave plaćeničkih vojski, koji vode rat za račun onog koji ih plaća.

### Kapitalizam
Buržoazija kao nosilac i pokretač novih gospodarstvenih, društvenih, socijalnih i političkih odnosa u kapitalističkom društvu vodi antifeudalne i revolucionarne ratove u cilju nadilaženja feudalne racijepkanosti, i stvaranju nacionalnih država kao novog, pogodnijeg oblika razvitka kapitalističkog gospodarstva. Najpoznatije revolucije tog doimperijalističkog razdoblja su: nizozemska revolucija (Rat protiv Španjolske 1566. – 1609. godine), francuska revolucija, Američki rat za nezavisnost itd. 
U ovom razdoblju dolazi i do čestih ratova između država ili koalicija država za hegemoniju, kao posljedica neravnomjernog razvitka kapitalizma u raznim zemljama i njihovih različitih interesa u borbi za trgovinsku, pomorsku, kolonijalnu i drugu premoć (između Nizozemske i Engleske, Nizozemske i Francuske, Engleske i Francuske, sedmogodišnji rat 1756. – 1763. godine, Krimski rat 1853. – 1856. godine.). Osim toga, vode se i ratovi za nacionalno ujedinjenje (Italija, Njemačka), ratovi za nacionalno oslobođenje (ratovi protiv Napoleona 1802. – 1814. godine), ratovi balkanskih naroda protiv Turske, Grčki rat za oslobođenje 1821. – 1829.).
U 17. i 18. stoljeću kao rezultat kolonijalnih ratova, stvaraju se ogromni kolonijalni imperiji kapitalističkih europskih država. Kolonijalni ratovi imaju krajnje reakcionarnu ulogu, jer su lišili mnoge narode političke neovisnosti i uzrokovali su oslobodilačke ratove naroda kolonija (Indija, Indonezija, Alžir, Meksiko, Kuba, Filipini itd.) U ovom razdoblju javljaju se i prvi građanski ustanci i ratovi koje, proletarijat vodi protiv buržoazije. (Pariška komuna)
Imperijalistički ratovi za kolonije su naslijedili ratove predimperijalističkog razdoblja. Potreba za kolonijama i sirovinama su prerasli nacionalne okvire i pretvorili se u borbu imprijalističkih sila za podjelu svijeta, novih teritorija, tržišta i izvoz kapitala (španjolsko-američki rat 1898. godine, burski rat 1899. – 1902. godine, rusko-japanski rat 1904. – 1905. godine), što je i uzrokovalo i Prvi svjetski rat, koji izbija u uvjetima narušene ravnoteže među imperijalističkim državama.

## Uzroci ratova

### Ekonomski uzroci
Još u antičkom dobu, grčki filozofi idealisti, su tvrdili da je rat prirodno stanje duha (Platon) i prirodan način stjecanja imovine (Aristotel). Objema tezama su se pravdale ratovi robovlasničke klase i predstavljale izraz njenjih interesa.
Iako uzrok svih ratova nije nužno samo ekonomske prirode, materijalni čimbenici uvijek pogoduju ratovanju: Mein Kampf i Memorandum SANU prethodili su strašnim ratovima; Teška ekonomska kriza i glad prethodile su Mein Kampfu i oslabile intelektualni imunitet čak i najrazvijenije europske nacije.

### Religijski uzroci
U srednjem vijeku crkva je kao najjači feudalac bila nositelj i stvaratelj religiozne ideologije, prema kojoj su ratovi izraz božje volje, natprirodne pojave pred kojim je čovjek nemoćan. U to ime, crkva vodi i Križarske ratove i time prikriva njihov pravi karakter.
Buržoasko razdoblje donosi i šira objašnjenja rata. Mnogi napredni mislioci, znanstvenici, filozofi i dr. su bili protivnici rata kao sredstva za postizanje cilja i borili se protiv toga (Immanuel Kant, Montesquieu, Voltaire, Rousseau, Fichte, Herder i dr.), vjerujući da zdrav ljudski um može spriječiti rat. U ovom razdoblju se javljaju tri različite teorije promatranja rata: 
- idealističke,
- etičke i
- geopolitičke.

- Mnogi buržoaski idealisti – Thomas Hobbes, Leibnitz, Karl Jaspers i drugi, objašnjavali su porijeklo rata biološkim uzrocima. (socijaldarvinizam). Oni su uspoređivali rat sa zakonitostima koji vladaju u životinjskom svijetu, i smatrali da je rat uvjet društvenog opstanka na isti način kao i što je borba za opstanak uvjet za postojanje u prirodi. 
  - Hobbes je objašnjavao vječnost i neizbježnost ratova samo čovjekovom prirodom, a ratno stanje jedinim zakonom u odnosima država i vlada.
  - Leibnitz, pak smatra da vječni mir nije moguć na ovom svijetu i da bi doveo do umrtvljavanja prirode, do neobnavljanja života i do zastoja u razvitku. Rat je urođeno stanje čovjeka, jer u osnovi njegova života, kao i u osnovi svakog drugog živog bića, je borba za opstanak i zato je čovjek čovjeku vuk.
  - Rasna teorija je najgrublji vid ove biološke teorije, jer uzroke rata objašnjava prirodnom nejednakošću. U ovoj rasnoj teoriji se istakao njemački ideolog najreakcionarnijeg dijela njemačke buržoazije Nietsche, koji je isticao nadmoć arijevske rase.

- Etičke teorije (Hegel, Proudhon, Fuller i drugi) smatraju da je rat progresivna pojava koja pozitivno utiče na moral ljudi i naroda i bez koje se ne može ni zamisliti postojanje i razvitak društva, jer moralno stanje naroda doprinosi izobrazbi jakih ličnosti i nacija kojima je predodređena povijesna uloga. Rat čuva narode od truljenja i je najbolje sredstvo za liječenje naroda. 
  - Engleski svećenik Malthus je razvio teoriju da je rat neminovan za ograničavanje pretjeranog porasta stanovništva jer uništava suvišno stanovništvo i održava ravnotežu između sredstava za život i broja stanovnika.

- U 20. stoljeću se rađaju nove, geopolitičke teorije kao pokušaj opravdanja imperijalističkih ratova (Karl Haushofer, Halford Mackinder i drugi). Oni objašnjavaju porijeklo rata zemljopisnim položajem pojedinih naroda: pomanjkanjem životnog prostora i borbom za prostor, nepogodnošću i potrebom promjene granice i sl. Geopolitika se i danas često upotrebljava za opravdanje ratnih priprema.

Osim ove tri teorije javljaju se i neki drugi pravci u objašnjavanju porijekla rata kao što su subjektivizam (rat je tragedija pogrešaka), kozmopolitizam, pacifizam itd.
Ipak, u današnje vrijeme najviše navođeni teoretičar o ratu je Carl von Clausewitz. Clausewitz je napisao djelo "O ratu" u kojem je objasnio svoja viđenja odnosa između politike i rata. Odredio je pojam apsolutnog rata. Po njemu se pojam borba poistovjećuje s pojmom rata, gdje upotreba oružanih snaga nije ništa drugo do organizacija određenog broja bojeva. Clausewitz smatra obranu jačim vidom borbe od napada, jer po njemu rat počinje obranom, jer ako se napadnuti ne brani ne može doći ni do rata. Tu tezu on izvodi iz taktike i prenosi je u strategiju što je bilo sasvim neobično u to vrijeme, pa ga mnogi i kritiziraju. Moralne snage su u središtu Clausewitzeve ideje o ratu, jer samo fin, prodoran razum može u toj oblasti osjetiti istinu. Clausewitzeva strategija vođenja rata, međutim, ne prelazi europski kontinet i ne zahvaća odnose snaga na moru iako su imali izvanredne utjecaje na Napoleonove ratove.

## Podjela ratova
- prema prostoru djelovanja, i upotrebi ratnih sredstava i oružja:
  - totalni rat  (opći, globalni, svjetski rat)
  - ograničeni rat
  - lokalni rat

- prema karakteru rata:
  - oslobodilački rat
  - obrambeni rat
  - napadački rat
  - građanski rat
  - imperijalistički rat
  - kolonijalni rat
  - vjerski rat

- prema vrsti oružja:
  - nuklearni rat
  - konvencionalni rat

- prema pokretljivosti:
  - manevarski rat
  - pozicijski rat

Drugi oblici rata:
- hladni rat
- psihološki rat
- informacijski rat
- koalicioni rat
- gerilski rat
- radiološki rat

## Rat i pravo na rat
Rat kao društvenu pojavu regulira i pravo (međunarodno javno i ratno pravo). Pravni pojam rata je uži od njegovog općeg pojma. Rat je oružani sukob između dvije ili više država, uzrokovan voljom jedne od njih, uz potrebu prinudnih mjera kojim svaka zaraćena snaga pokušava nametnuti svoju volju protivniku.
Godine 1928. rat je bio dopušten po međunarodnom ratnom pravu, jer je svaka neovisna država imala pravo na vođenja rata. Dana 27. kolovoza 1928. godine je rat po prvi put u povijesti zabranjen Pariškim paktom, gdje su se države, potpisnice ugovora odrekle prava na rat i obvezale da u njihovim međusobnim odnosima neće pribjeći ratu. Međutim ova obveza je važila samo za potpisnice ugovora, pa je rat i dalje bio pravno dopušten. Problem ovog ugovora je što nije jasno odredio pojam pravične samoobrane, napada ili obrane. Stoga je uvijek postojala mogućnost da se napadački rat proglasi obrambenim kako bi se opravdala njegova potreba. Na taj je način Njemačka, iako potpisnica pakta, počela Drugi svjetski rat. 
Povelja UN iz 1945. konačno zabranjuje rat kao sredstvo rješavanja međunarodnih sporova i nacionalne politike. Članice UN su se obvezale da neće upotrebljavati silu ili prijetiti silom koja bi bila usmjerene protiv političke ili teritorijalne neovisnosti bilo koje države, da će sve sporove i sukobe rješavati jedino i isključivo mirnim putem, da će pružiti pomoć svakoj napadnutoj članici, da će se uzdržati od pružanja pomoći svakoj državi protiv koje UN poduzme neku prinudnu mjeru. Iako zabranjuje rat, povelja UN ipak dopušta urođeno pravo na pojedinačnu i zajedničku samoobranu u slučaju oružanog napada protiv nekog člana Ujedinjenih naroda, dok Savjet sigurnosti ne poduzme mjere potrebne za očuvanje međunarodnog mira i sigurnosti.

## Povezani pojmovi
- Popis ratova
- vojna povijest
- Ženevska konvencija
- oružani sukob
- zaraćene strane
- ratište